# Samba Bah
Pour les articles homonymes, voir Bah.
Samba Bah (né le 4 décembre 1948 - mort le 23 octobre 2008), est un homme politique gambien. Ministre de l'Intérieur depuis le 4 mai 2004.